# Сфорца, Чириако
Чириа́ко Сфо́рца (нем. и итал. Ciriaco Sforza; род. 2 марта 1970, Волен, Аргау) — швейцарский футболист и футбольный тренер. Играл на позиции полузащитника. Наиболее известен по выступлениям за такие команды, как «Грассхоппер», германские «Кайзерслаутерн» и «Бавария». Чириако также принял участие в двух крупных международных турнирах в составе национальной сборной Швейцарии — чемпионате мира 1994 года и Европы 1996 года.

## Биография
Начал карьеру в молодёжном составе клуба из родного города. Дебют на профессиональном уровне произошёл в 1986 году, когда игрок подписал контракт с клубом «Грассхоппер». Выступал за эту команду до 1993 года с перерывом в сезоне 1989/90, когда он играл за «Арау».
В 1993 году Сфорца перешёл в германский «Кайзерслаутерн». За свою уверенную игру два года спустя он перешёл в самый сильный клуб страны, «Баварию», а ещё через год удостоился приглашения от итальянского «Интера», который тогда возглавлял бывший тренер сборной Швейцарии Рой Ходжсон. Однако в Италии Сфорца не сумел стать твёрдым игроком основного состава и в 1997 году вернулся в «Кайзерслаутерн», на тот момент выступавшим во Второй Бундеслиге. Примечательно, что после победы в этом турнире «Кайзерслаутерн» уже в следующем сезоне сумел стать чемпионом Германии в остром соперничестве с «Баварией».
В 2000 году Сфорца во второй раз пришёл в «Баварию», где сумел выиграть Лигу чемпионов и Межконтинентальный кубок в 2001 году. С 2002 года Сфорца уже в третий раз стал игроком «Кайзерслаутерна», где и завершил карьеру футболиста в 2006 году.
По окончании карьеры футболиста стал тренером. В 2009 году возглавил один из своих бывших клубов в игровой карьере, «Грассхоппер».

## Достижения
«Грассхоппер»
- Чемпион Швейцарии: 1990/91

«Кайзерслаутерн»
- Чемпион Германии: 1997/98

«Бавария»
- Чемпион Германии: 2000/01
- Обладатель Кубка УЕФА: 1995/96
- Победитель Лиги чемпионов УЕФА: 2000/01
- Межконтинентальный кубок: 2001

## Личная жизнь
Женат, имеет двоих детей.